# Casa Luca de Tena
La Casa Luca de Tena es un edificio de la ciudad española de Sevilla, fruto de un proyecto del arquitecto Aníbal González y cuya construcción finalizó en 1926. Figura en el Catálogo General del Patrimonio Histórico Andaluz.

## Descripción
El edificio se encuentra en el número 48 de la avenida de la Palmera, en Sevilla. Construido entre 1923 y 1926, en un estilo regionalista, el arquitecto responsable del proyecto fue Aníbal González. Fue construida para el primo del arquitecto, el periodista y empresario Torcuato Luca de Tena y Álvarez-Ossorio.
En planta, el inmueble está constituido por dos figuras geométricas básicas: el rectángulo y el cuadrado. El primero se convierte en la parte más lucida de la casa, a través de una loggia que se plantea en su lado mayor, que mira hacia la avenida. En el contrario, que funciona como trasero, se adosa el cuerpo cuadrangular. En la crujía de unión de éste se levanta un segundo piso, o altillo, que separa las azoteas de ambos cuerpos. La distribución interior ha cambiado considerablemente respecto al proyecto original. Sólo en la planta baja del cuerpo rectangular pueden reconocerse habitaciones y elementos coincidentes con los primitivos.
La entrada principal se sitúa en el lado corto del lado norte del cuerpo rectangular. Está compuesta por sendas escalinatas enfrentadas de ladrillo, con contrahuellas de azulejos y zócalo de ladrillo tallado, que llevan hasta la puerta. Por ella se accede a un vestíbulo, que da paso a una amplia estancia o recibidor. Su elemento más destacado son un par de columnas de orden compuesto en mármol, sobre pedestal corrido, y que actúan como soporte central de una cubrición de viguería de madera sobriamente decorada. Al fondo aparece una pieza rectangular, que fue originariamente el corredor de la casa, y que hacia 1997 funcionaba como Sala de Juntas de la entidad bancaria que ocupaba por entonces el inmueble. La estancia cuenta con altos zócalos de azulejos de motivos neorrenacentistas, un artesonado plano de complejo entramado de lacerías con piñas de mocárabes y una notable fuente ornamental en su muro oeste.
La escalera principal permite el acceso hasta el piso alto, muy modificado,y a las azoteas. Estas se extienden a ambos lados de un altillo de planta rectangular en el lugar de unión de los módulos principales del edificio. Es una estructura ordenada por pilastras en ladrillo con los fustes decorados por azulejos; sobre ellas aparecen frisos de azulejería con motivos de niños, a modo de los putti italianos, entre frondosa hojarasca. En el costado oeste de este altillo se sitúa una escalera de caracol, de alto vuelo, que permite el acceso a la azotea antes comentada. Está realizada artísticamente en hierro forjado, con sus peldaños calados.
| Galería de imágenes. | Galería de imágenes. | Galería de imágenes. | Galería de imágenes. | Galería de imágenes. |
| -------------------- | -------------------- | -------------------- | -------------------- | -------------------- |
|                      |                      |                      |                      |                      |

En cuanto a las fachadas, la más notable es la correspondiente a la cara este, que da a la avenida. En ella se encuentra la loggia o pórtico, tanto en planta baja como en alta, a base de arquerías de medio punto en ladrillo cortado y tallado, sobre columnas de mármol de orden compuesto. Lateralmente, encuadran la loggia machones formados por pilastras dobles toscanas sobre pedestales, asimismo en ladrillo. Las enjutas de los arcos y los fustes de estas pilastras se encuentran decorados por azulejos polícromos. Las fachadas de los lados menores del cuerpo rectangular se resuelven por medio de pilastras toscanas en ladrillo, que encuadran arcos semicirculares con las roscas realizadas del mismo material. También las fachadas del cuerpo cuadrangular presentan idéntica decoración. La ornamentación de los jardines alrededor de la casa se conserva con escasos cambios respecto al proyecto original. La zona más vistosa es la correspondiente a la loggia. Aquí se coloca, como elemento principal, una fuentecilla de planta estrellada, rodeada por bancos.
Quedó inscrito con carácter genérico en el Catálogo General del Patrimonio Histórico Andaluz el 12 de diciembre de 1996, merced a una resolución publicada el 25 de marzo de 1997 en el Boletín Oficial de la Junta de Andalucía.
La reforma llevada a cabo para el Banco Bilbao Vizcaya fue realizada por el arquitecto Luis Recasens.